# 기타카미역
기타카미역(北上駅、きたかみえき 기타카미에키[*])은 일본 이와테현 기타카미시에 위치한 동일본 여객철도 소속 철도역이며, 도호쿠 신칸센, 도호쿠 본선의 정차역이며, 기타카미 선의 종착역이자 시발역이다. 승강장 구조로는 신칸센 2면 3선, 도호쿠 본선을 비롯한 일반 철도선은 2면 4선이다.

## 승강장
도호쿠 신칸센
| 11 | ■ 도호쿠 신칸센 |        | 예비 승강장                              |
| 12 | ■ 도호쿠 신칸센 | (하행) | 모리오카 · 신아오모리 · 아키타 방면      |
| 13 | ■ 도호쿠 신칸센 | (상행) | 센다이 · 우쓰노미야 · 오미야 · 도쿄 방면 |

기존 선
| 0 | ■ 기타카미 선 |        | 홋토유다 · 요코테 방면                  |          |
| 0 | ■ 도호쿠 본선 | (하행) | 하나마키 · 야하바 · 모리오카 방면       | 당역발차 |
| 1 | ■ 기타카미 선 |        | 홋토유다 · 요코테 방면                  |          |
| 1 | ■ 도호쿠 본선 | (하행) | 하나마키 · 야하바 · 모리오카 방면       | 당역발차 |
| 1 | ■ 도호쿠 본선 | (상행) | 미즈사와 · 히라이즈미 · 이치노세키 방면 | 당역발차 |
| 2 | ■ 도호쿠 본선 | (하행) | 하나마키 · 야하바 · 모리오카 방면       |          |
| 3 | ■ 도호쿠 본선 | (상행) | 미즈사와 · 히라이즈미 · 이치노세키 방면 |          |

## 역 주변
- 기타카미 시립공원
- 사쿠라 홀
- 기타카미 시립박물관
- 도네산 광인 기념미술관

## 인접역
| ■ 도호쿠 신칸센          | ■ 도호쿠 신칸센               | ■ 도호쿠 신칸센            |
| ------------------------ | ----------------------------- | -------------------------- |
| 미즈사와에사시 도쿄 방면 | □ 신칸센 "하야테", "야마비코" | 신하나마키 신아오모리 방면 |
| ■ 도호쿠 본선            |                               |                            |
| 미즈사와 미즈사와 방면   | □ 쾌속 "아테루이 호"          | 하나마키 모리오카 방면     |
| 로쿠하라 미즈사와 방면   | ■ 보통                        | 무라사키노 모리오카 방면   |
| ■ 기타카미 선            |                               |                            |
| 시·종착역                | ■ 보통                        | 야나기하라 요코테 방면     |